# 목골조

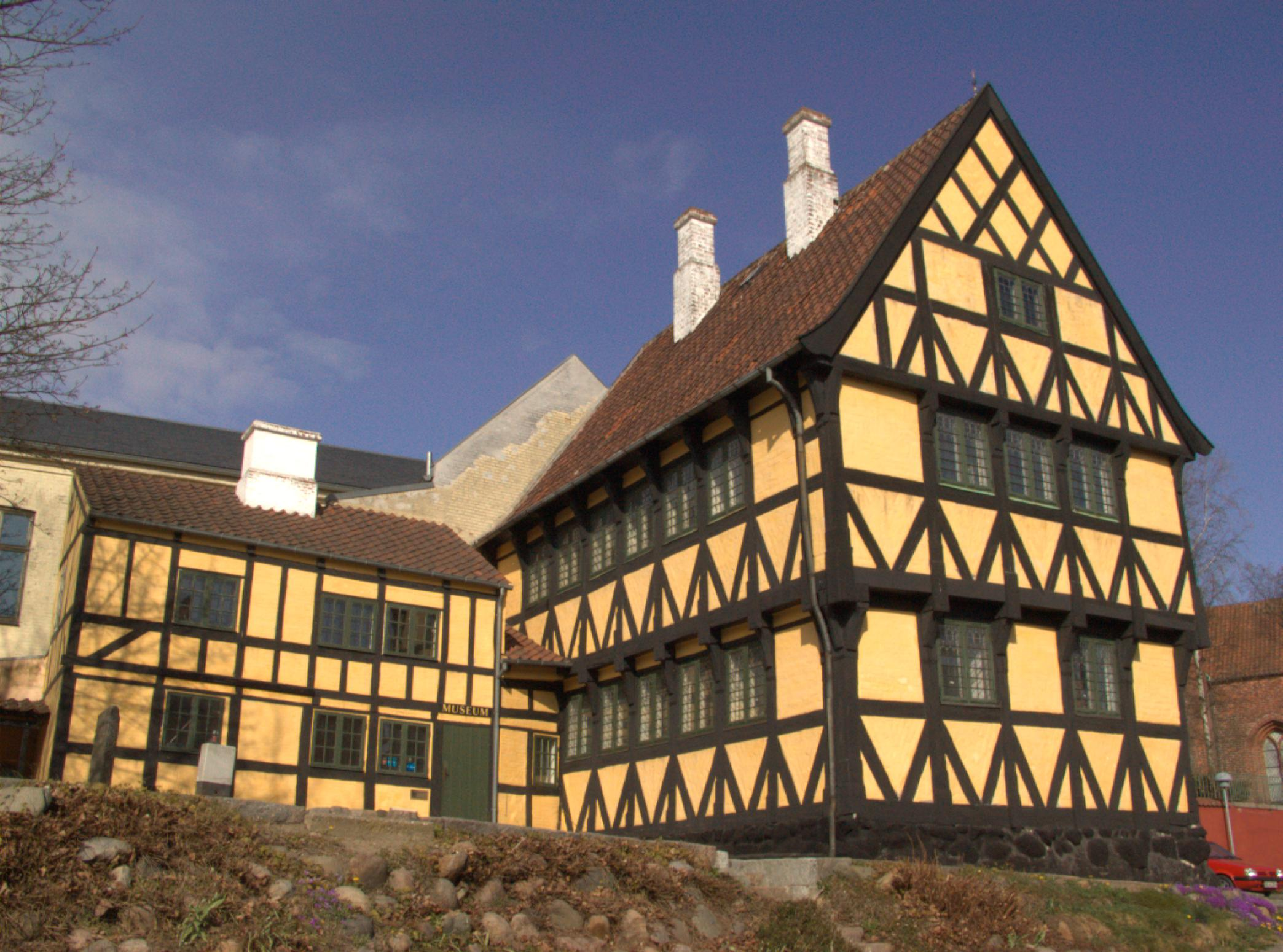
목골을 세우고 골조 사이를 흙으로 채운 반목조(half-timber) 건물.

목골조(木骨造, timber framing)란 동물의 뼈가 서로 맞물리듯 자재의 이음을 짜맞춰 건물을 짓는 건축양식이다.
무거운 목재를 사용하여 건물을 짓는 전통적인 방법으로, 정사각형 모양으로 세심하게 맞춰서 연결한 목재를 큰 나무못으로 고정한 연결부를 사용하여 구조물을 만든다. 내력 목재의 구조 프레임이 건물 외부에 노출된 채로 남아 있는 경우 반목재라고 할 수 있으며 많은 경우 목재 사이의 충전재는 장식 효과를 위해 사용된다. 이런 건축으로 가장 잘 알려진 나라는 독일로, 목조주택이 전국 곳곳에 퍼져 있다.
이 방법은 미리 절단된 치수 목재가 아닌 통나무와 나무에서 직접 작업하는 데서 비롯된다. 넓은 도끼, 자귀, 드로우 나이프를 사용하여 이를 자르고 수동식 버팀대와 오거(버팀대 및 비트) 및 기타 목공 도구를 사용하여 장인 또는 프레이머가 점차적으로 건물을 조립할 수 있다.
이 건축 방법은 세계 여러 지역에서 수천 년 동안 사용되어 왔기 때문에 다양한 스타일의 역사적 프레임이 개발되었다. 이러한 스타일은 기초 유형, 벽, 보가 교차하는 방식 및 위치, 곡선 목재 사용 및 지붕 프레임 세부 사항에 따라 분류되는 경우가 많다.

## 같이 보기
- 목세공인
- 공학 목재
- 토속건축